# Efraín Barquero
Sergio Efraín Barahona Jofré, más conocido por el seudónimo de Efraín Barquero (Teno, 3 de mayo de 1931-Santiago, 29 de junio de 2020), fue un poeta y escritor chileno de la llamada generación literaria de 1950. Obtuvo el Premio Nacional de Literatura en 2008.

## Biografía
Barquero pasó la infancia «entre el ambiente campesino de su pueblo natal, Piedra Blanca, Teno, y el litoral cercano (Constitución)».
Ingresó al Liceo de Talca (actual Liceo Abate Molina), donde cursó la enseñanza media. Más tarde estudió derecho en la Universidad de Chile, y pedagogía en castellano en el Instituto Pedagógico en la misma época que sus compañeros de generación Jorge Teillier, Pablo Guiñez y Rolando Cárdenas.
Su seudónimo «lo cogió de su visión del río Maule, en Constitución, ciudad donde pasó algunas vacaciones cuando pequeño; posteriormente supo de la asociación con el barquero de la Divina Comedia.
Comenzó a publicar siendo estudiante, y en 1955 entró como secretario de redacción en La Gaceta de Chile, que dirigía Pablo Neruda.
En 1962 viajó a China invitado por el pintor José Venturelli, lo que se vio reflejado en su poesía. De aquellos tiempos, Barquero recuerda: 

Entre el ’50 y el ’62 practiqué una bohemia intensa, que terminó con mi viaje a China. A mi regreso me fui a Lo Gallardo, en la costa, lo que molestó a Teillier: a él le gustaba la presencia y yo, en cambio, fui un hombre de la ausencia. De vez en cuando mi madre me enviaba una encomienda enorme, de un chancho entero a la chilena, que iba a buscar a San Bernardo, y lo comíamos con los amigos. Samuel Donoso terminaba hartándose con el convite y casi siempre lloraba de felicidad.
Efraín Barquero

Agregado cultural en Colombia durante el gobierno de Salvador Allende, fue expulsado del cargo tras el golpe de Estado del 11 de septiembre de 1973, que Barquero condenó públicamente.
Su largo exilio comenzó entonces en México y Cuba; posteriormente se radicó en Francia, donde trabajó desde 1975 hasta 1990. Allí continuó su labor creativa y escribió A deshora entre 1979 y 1985, que fue publicado en Chile en 1992, al igual que Mujeres de oscuro y El viejo y el niño.
Viajó y residió en diversos países de Extremo Oriente, América Latina y Europa, tales como China, México, Colombia y Cuba, país en el que fue jurado del Premio Casa de las Américas en 1974.
Decepcionado de Chile —«noto que mi mundo desapareció», dijo.— y amarrado ya por la costumbre del exilio, Barquero regresó a Francia al poco tiempo de intentar radicarse en Chile. Sin embargo, antes de su partida publicó La mesa de la tierra, libro con el que obtuvo el Premio Municipal de Literatura de Santiago 1999. Vivió alternativamente entre Chile y Francia, donde permanecen dos hijos (una tercera vive en Estados Unidos). Regresó definitivamente a su país en 2014.
El 25 de agosto de 2008 fue galardonado con el Premio Nacional de Literatura.
Falleció el 29 de junio de 2020 a los ochenta y nueve años en su residencia en Providencia, a causa de EPOC (enfermedad pulmonar obstructiva crónica).

## Obra
Su poesía, canta al campo y al hogar, contempla las cosas sencillas y las maravillas del universo, se acerca a los niños y a los desposeídos, alcanzando sentido social.

«Efraín Barquero es poeta que teje sus trabajos a partir de la visión de las cosas simples del acontecer cotidiano, por ejemplo, el pan, la miel, la agricultura, como asimismo, existe un fuerte compromiso con la mujer, en este caso 'la compañera', a quien ha dedicado tres libros (La compañera, La compañera poema de amor y La compañera y otros poemas)».

«Considerado en sus inicios como el natural continuador de la línea de desarrollo poético abierta por Pablo Neruda, su primer libro, La piedra del pueblo (1954), fue incluso prologado por el Premio Nobel, además de ser calurosamente recibido por la crítica por su temática y por el surgimiento de una voz definida y bien calibrada dentro del panorama literario».
Memoria Chilena.

## Obras
- Árbol marino (1950)
- La piedra del pueblo, con prólogo de Pablo Neruda, Editorial Alfa, 1954
- La compañera, Editorial Nascimento, Santiago, 1956
- Enjambre, Editorial Zig-Zag, Aantigao, 1959
- El pan del hombre, Nascimento, Santiago, 1960
- El regreso, Ediciones Revista Atenea, 1961
- Maula, Nascimento, Santiago, 1962
- Poemas infantiles, Zig-Zag, Santiago, 1965
- El viento de los reinos, Nascimento, Santiago, 1967 (Nascimento / Lastarria, 2019)
- La compañera, poemas de amor, Nascimento, Santiago, 1969
- Epifanías, Editorial Losada, Buenos Aires, 1970
- Arte de vida (1970)
- La compañera y otros poemas (1971)
- Bandos marciales (1974)
- El poema negro de Chile (1974, 1976)
- Mujeres de oscuro, Editorial Sudamericana, 1992 (Universitaria, 2013)
- A deshora (1992)
- El viejo y el niño, con ilustraciones de Thomas Gerber; Editorial Andrés Bello, Santiago, 1992
- La mesa de la tierra (1998)
- Antología (2000)
- El poema en el poema (2004)
- El pan y el vino (2008)
- Pacto de sangre, Universidad de Talca, 2009
- Estrellamar, Lumen, 2010; libro y CD: selección de 12 poemas, con dibujos Sole Poirot y composiciones a cargo del músico Leonardo Fontecilla[12]
- Escrito está, dedicado a su esposa, Elena Cisneros, fallecida en 2016; LOM, Santiago, 2017

## Filmografía
| Año  | Título             | Rol        | Notas                   | Ref.   |
| ---- | ------------------ | ---------- | ----------------------- | ------ |
| 1962 | Láminas de Almahue | Voz en off | Cortometraje documental | [ 13 ] |
| 1965 | Carbón             | Guionista  | Cortometraje documental | [ 14 ] |

## Premios y reconocimientos
- Primer Premio del Concurso Gabriela Mistral 1958
- Premio Pedro de Oña 1968 (Municipalidad de Ñuñoa, Santiago)
- Premio de la Academia Chilena de la Lengua 1993 por Mujeres de oscuro
- Premio Mejores Obras Literarias 1999 del Ministerio de las Culturas, las Artes y el Patrimonio, categoría Publicadas, Género Poesía, por La mesa de la tierra
- Premio Municipal de Literatura de Santiago 1999, categoría poesía, por La mesa de la tierra
- Premio Mejores Obras Literarias Publicadas 1999 por La mesa de la tierra (Consejo Nacional del Libro y la Lectura)
- Premio Altazor 2000 por Antología
- Premio Altazor 2005 por El poema en el poema
- Premio Nacional de Literatura 2008
- Finalista del Premio Altazor 2010 con Pacto de sangre